# Het vonnis (2013)
Het vonnis is een Belgische rechtbankfilm onder regie van Jan Verheyen. 

## Verhaal
Het leven van Luc Segers (Koen De Bouw) loopt op rolletjes. Hij woont in een prachtig huis met zijn vrouw Ella en hun dochter Anna, en zal binnenkort benoemd worden tot nieuwe CEO van de firma Puype Logistics. Wanneer het gezin Segers na een bedrijfsfeest in het MAS in Antwerpen huiswaarts keert, en de auto onderweg even stopt om te tanken, slaat het noodlot toe. Ella Segers wordt doodgeslagen door een overvaller, en door een bizar toeval komt hierbij ook Anna Segers om het leven. Luc Segers weet te overleven, maar hoort pas wat er gebeurd is wanneer hij drie weken later uit een coma ontwaakt. 
Luc Segers weet de overvaller te achterhalen. Hij neemt een dure advocaat in de arm, en gaat ervan uit dat het recht zal zegevieren. Door een procedurefout staat de overvaller binnen enkele dagen echter alweer op straat. Vanaf dat moment slaan bij Luc Segers de stoppen door. Hij kan er niet mee leven dat de rechtsstaat hem onrecht heeft aangedaan, en besluit het recht in eigen handen te nemen. Hij achterhaalt de verblijfplaats van de overvaller, en schiet hem dood. 
Luc Segers wordt in hechtenis genomen. Er begint een rechtszaak waar de media bovenop duiken. In de publieke opinie is er vooral sympathie voor Segers. De procureur-generaal zet echter alles op alles om Segers veroordeeld te krijgen. Segers zelf doktert met zijn advocaat een riskante strategie uit waarmee hij weliswaar een groot risico loopt op een levenslange gevangenisstraf, maar er ook kans is op vrijspraak. Dit bereiken ziet Segers als de ultieme kans op wraak op de rechtsstaat, die hem eerder zo in de steek heeft gelaten. 
Deze wraak krijgt hij, en Luc Segers is weer vrij man. Maar wel een vrij man met de wetenschap dat hij zijn vrouw en dochtertje nooit meer terug zal zien.

## Rolverdeling
| Acteur            | Personage         | Rolbeschrijving                   |
| ----------------- | ----------------- | --------------------------------- |
| Koen De Bouw      | Luc Segers        |                                   |
| Johan Leysen      | Jan De Cock       | advocaat van Luc Segers           |
| Veerle Baetens    | Teugels           | advocaat van Kenny De Groot       |
| Sven De Ridder    | Jan Ravoet        |                                   |
| Joke Devynck      | Ella De Graeve    | vrouw van Luc Segers              |
| Ella Leyers       | Sabine            | Assistent van De Cock             |
| Wietse Tanghe     | Simon             | Assistent van De Cock             |
| Nell Cattrysse    | Anna Segers       | dochter van Luc Segers            |
| Jappe Claes       | Vanderbiest       | Procureur-generaal                |
| Hendrik Aerts     | Kenny De Groot    | moordenaar van Ella               |
| Vic De Wachter    |                   | Minister van Justitie             |
| Viviane De Muynck | Van Rillaer       | Rechter                           |
| Wouter Hendrickx  | Vercauteren       | Inspecteur                        |
| Dirk Tuypens      | Walter Veldeman   | Onderzoeksrechter                 |
| Jo De Meyere      | Karel Puype       | CEO van Puype Logistics           |
| Chris Lomme       | Louise Puype      | echtgenote van Karel Puype        |
| Robbie Cleiren    | Wim De Vos        | nieuwe CEO van Puype Logistics    |
| Karel Deruwe      | Marc Des Bouvrie  |                                   |
| Camilia Blereau   | Jeanine De Meuter | Buurvrouw van Kenny De Groot      |
| Arnold Willems    |                   | Echtgenoot van Van Rillaer        |
| Marilou Mermans   |                   | Eigenares van buurtwinkel         |
| Ben Van Ostade    | Tom Lachaert      |                                   |
| Erik Goris        | Eric Tuypens      |                                   |
| Chiel van Berkel  | Hans De Weers     |                                   |
| Ann Pira          |                   | Toeschouwster rechtzaak           |
| Paul de Leeuw     | als zichzelf      | Presentator Manneke Paul          |
| Stef Wauters      | als zichzelf      | Nieuwsanker VTM Nieuws            |
| Elke Pattyn       | als zichzelf      | Journalist ter plaatse VTM Nieuws |
| Faroek Özgünes    | als zichzelf      | Justitiespecialist VTM Nieuws     |
| Freek Braeckman   | als zichzelf      | Nieuwsanker Het Journaal          |
| Leo Stoops        | als zichzelf      | Justitiespecialist Het Journaal   |

## Achtergrond
Medio 2010 begon Verheyen te schrijven aan het scenario. Dit naar aanleiding van de vrijlating van een groep Bulgaarse mensenhandelaren die door procedurefouten vrijkwam. België stond op zijn kop na de beelden van de Bulgaren die joelend de Gentse gevangenis de Nieuwewandeling uitkwamen. Verheyen zag dit op tv en raakt er door gefrustreerd. Hij begon sindsdien te broeden op het idee om daar een film van te maken. Aanvankelijk wilde hij er meer een pamflet-film van maken, een regelrechte aanklacht tegen de staat en dan met name tegen de Belgische rechtstaat en de Belgische justitie. Echter ontdekte hij tijdens zijn research dat er in de rechtstaat weliswaar steken vallen, maar dat de magistraten veel idealistischer zijn dan de advocaten en besloot daarop zijn scenario aan te passen.

## Ontwikkeling
In januari 2012 kreeg het project scenariosteun van het Vlaams Audiovisueel Fonds. Volgens Verheyen ontstond de film uit een soort woede en maatschappelijke frustratie tegenover het gerecht. In 2012 werd bekend dat Eyeworks de productie verzorgt en dat de film vanaf februari 2013 wordt gedraaid. In 2012 deed Verheyen heel wat voorbereidend onderzoek en ging vaak zaken gaan bijwonen in De Rechtbank. In september 2012 kreeg Verheyen 650.000 euro steun van het Vlaams Audiovisueel Fonds voor het produceren van de film. In de zomer van 2012 was het scenario klaar. In januari 2013 werd bekendgemaakt dat de hoofdrollen door Koen De Bouw en Johan Leysen gespeeld zouden worden. Op 1 februari werd ook bevestigd dat Sven De Ridder en Veerle Baetens een rol spelen. Op 5 februari werden ook Joke Devynck, Nell Cattrysse, Ella Leyers en Wietse Tanghe aan het lijstje toegevoegd. De opnames startten op 11 februari 2013 in Gent en liepen tot 29 maart 2013. Er werd gedurende 30 dagen gefilmd in Brussel, Mechelen, Leuven, Kontich, Schoten en Antwerpen en in het assisenhof van Brugge.
In de casting stonden echter maar twee acteurs vast voor Verheyen: Koen De Bouw en Jappe Claes. De Bouw had hij op het oog vanwege de melancholie die hij over zich heeft en waar ook zeer om geroemd wordt. Het was immers belangrijk dat gedurende de de scènes in de rechtbank voor het Hof van Assisen hij enkel met zijn gezicht iets kon zeggen omdat de beklaagde enkel mag spreken wanneer daar om gevraagd wordt. Voor Claes koos hij nadat Claes eerder met Verheyen samenwerkte voor Dossier K. (film), waarin Claes de zeer overtuigde en idealistische magistraat Bracke vertolkte. Verheyen was onder de indruk van Claes' performance en had hem op het oog bij het schrijven van het personage van Procureur-generaal Verbiest. Hij sprong dan ook een gat in de lucht dat zowel De Bouw als Claes ermee instemde deze rollen in te vullen. Echter was het wel zo dat vele acteurs, die door Verheyen niet bij namen worden genoemd, geweigerd werd om mee te werken omdat ze schrokken van de grote hoeveelheid tekst tijdens de rechtbank-scenes. Verheyen liet ook weten dat hij toen eenmaal Johan Leysen (acteur) in beeld kwam voor de rol van Jan De Cock een gat in de lucht sprong en zeker toen Leysen liet merken de rol op zich te willen nemen, maar punt van zorg was wel: Leysen was een internationaal gevierde acteur die een andere gage gewend was dan de gemiddelde Vlaamse acteur, echter bleek kort nadat Leysen ging onderhandelen met de producent dat ze eruit waren gekomen. Ook vertelde Verheyen tijdens een gesprek bij Nooit meer slapen (radioprogramma), in het kader van de Nederlandse release van het Vonnis, dat hij koos voor Veerle Baetens in de rol van Mr. Teugels omdat zij door haar rollen in o.a. Sara (televisieserie) en Code 37 (televisieserie) een knuffelgehalte had opgebouwd bij de Vlaamse film en televisiekijker waardoor haar personage die over het algemeen niet zo sympathiek werd gevonden wel meer sympathie verwierf doordat Baetens op zichzelf al door de Vlaamse kijker was omarmd. 

### Première
De film had zijn wereldpremière op het Internationaal filmfestival van Montreal in Canada.
Na amper 1 week waren er al meer dan 100.000 bezoekers in Vlaanderen en Brussel die Het vonnis hadden bekeken in de bioscoop.

## Referentie
1. ↑  VAF: Filmfonds, toegekende steun (pagina niet meer beschikbaar)
2. ↑  Het vonnis, over moraal en ethiek. VPRO (27 maart 2014). Geraadpleegd op 14 mei 2024.